# Herb gminy Puck
Herb gminy Puck – symbol gminy Puck.

## Wygląd i symbolika
Herb przedstawia na tarczy otoczonej złotą obwódką w polu błękitnym wizerunek złotego lwa kroczącego w prawą stronę, trzymającego w łapach czerwoną tarczę (nawiązanie do herbu Pucka). Cała tarcza zwieńczona jest srebrną wstęgą z czarnym napisem „GMINA PUCK”. 